# نصف‌النهار ۱۳۸ درجه شرقی
نصف‌النهار ۱۳۸ درجه شرقی ۱۳۸مین نصف‌النهار شرقی از گرینویچ است که از لحاظ زمانی ۹ساعت و ۱۲دقیقه با گرینویچ اختلاف زمانی دارد.
این نصف‌النهار از قطب شمال شروع و از مناطق زیر گذشته و به قطب جنوب ختم می‌شود.
- روسیه
- استرالیا
- اقیانوس آرام